# Корато
Корато (итал. Corato) је насеље у Италији у округу Бари, региону Апулија.
Према процени из 2011. у насељу је живело 46505 становника. Насеље се налази на надморској висини од 235 м.

## Становништво
| 1931.  | 1936.  | 1951.  | 1961.  | 1971.  | 1981.  | 1991.  | 2001.  | 2011.  |
| ------ | ------ | ------ | ------ | ------ | ------ | ------ | ------ | ------ |
| 45.026 | 44.661 | 45.467 | 39.452 | 38.579 | 41.198 | 42.750 | 44.971 | 48.072 |